# Rusíni
Rusíni (rusínsky Русины; ukrajinsky русини; polsky Rusini; slovensky Rusíni či Rusnáci) je označení pro různorodé východoslovanské etnikum, které kompaktně osidluje území v těsné blízkosti Karpat v Zakarpatské Ukrajině, východním Slovensku, Polsku a Maďarsku. Podle etnických příznaků se dělí na čtyři skupiny: Lemkové, Bojkové (Verchovynci), Huculové a Doliňané (Hajnalé).

## Charakteristika
Vzhledem k absenci vlastního státu a do roku 1995 také neexistenci kodifikace jazyka byli Rusíni jazykově ovlivňováni řeči většinového obyvatelstva ve státě, ve kterém žili, při hranicích pak i jazykem sousedících států. Rusínština je dost podobná ukrajinštině a má také určité prvky společné se staroslověnštinou (vzhledem k tomu, že se jazyk nevyvíjel a udržoval pouze v ústním podání), také se slovenštinou a češtinou. Za první Československé republiky se v rusínských vesnicích v tehdejším Československu vyučovala ruština[zdroj?] (protože u tehdejších rusínských politiků převažovala proruská orientace, přestože rusínština je mnohem bližší ukrajinštině než ruštině).
Ve své knize Enciány z Popa Ivana (Praha 1933) český spisovatel Stanislav Kostka Neumann poznamenal: „Rusínský lid rusky neumí, s Moskaly nikdy nežil na dobré noze, rusínský lid tedy nemůže náležeti k ruskému národu, leda v záludné fantazii některých politiků.“ Rusínština sice používá cyrilici, má však některé odlišnosti oproti písmu používanému jak ruštinou, tak ukrajinštinou.

## Osídlení

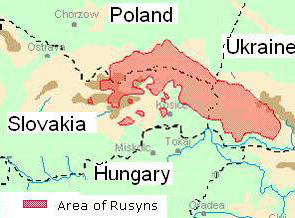
Etnické rozšíření karpatských Rusínů

Čtyři podskupiny Rusínů: Bojkové, Doliňané, Huculové, Lemkové

Rusíni žijí v Zakarpatské Ukrajině, kde tvoří dost početnou etnickou menšinu (10 183), a v sousedních státech - zejména na Slovensku, kde zastoupení Rusínů je největší v sousedních státech (až 63 510), v Polsku (kde jsou označováni jako Lemkové, kolem 12 tisíc), v Maďarsku (kolem 10 tisíc) a Rumunsku (8 934), ale vzhledem k rozsáhlé emigraci z ekonomických důvodů také v Severní Americe a v bývalé Jugoslávii, konkrétně ve Vojvodině (15,5 tisíc) a Chorvatsku (2,3 tisíc).
Na Slovensku žijí jednak v oblasti od Staré Ľubovni přes Svidník až po Ubľu (téměř souvislé území), jednak v enklávách (zejména příhraničních) v dalších částech východního Slovenska. Enklávy vznikly tím, že Rusíni po svém příchodu do této oblasti (někdy zhruba ve 14. století, většinou přicházeli z Haliče) osidlovali tehdy neosídlená místa ve vyšších polohách (v koncových částech horských údolí) při horských hřebenech často kopírujících hranice.

## Genetika
Existuje několik studií o genetice Rusínů, které se snaží najít společný původ s dalšími moderními evropskými národy. Analýza mateřských linií DNA zjistila, že Rusíni mají nejvyšší výskyt haploskupiny I nalezený k tomuto datu ve světě. Genetická analýza populace ukazuje signifikantní statistické rozdíly mezi Rusíny a jinými slovanskými národy.

## Etnogeneze a „rusínská otázka“

Vlajka Rusínů

Na původ Rusínů existují různé názory. Předpokládá se, že moderní Rusíni pocházejí z kmene Bílých Chorvatů, kteří obývali území dnešní Zakarpatské oblasti Ukrajiny. Po mongolském vpádu však byly horské oblasti tohoto území prakticky vylidněné, a tak sem uherský král Béla IV., mimo osadníků osídlených zásluhou tzv. lokátorů, pozval haličské osadníky. Na přelomu 14. a 15. století haličští Rusíni začali proudit také na Slovensko a do Polska. To vysvětluje, proč je rusínština tak podobna haličské ukrajinštině. Prakticky do 19. století se haličští a zakarpatští Rusíni cítili jako jeden národ. U Rusínů tehdy převládal názor (podporovaný Ruskou říší), že jsou součástí „velkoruského národa“. Josef Jakub Toužimský však uvádí, že na Slovanském sjezdu, který se konal v roce 1848 v Praze, hovořil jménem Rusínů Borysikiewicz, který řekl: „Náš národ posud ani na papíře nebyl. Nyní však i on se upomíná na svou národnost a prosí Vás, drazí bratři slovanští, abyste jej přijali ve svou federaci“. Na Kroměřížském sněmu se Rusínů zastal František Palacký.
V roce 1862 Alexander Duchnovič založil (spolu s jinými rusínskými národními buditeli) Spolek sv. Jana Křtitele (Obščestvo sv. Joana Krestiteľa). Spolek působil v letech 1862–1874; byl obnoven v roce 2003. Spolek původně podporoval chudé rusínské studenty. Programem obnoveného spolku je náboženský, národní a kulturní rozvoj Rusínů.
Na přelomu let 1866/1867 byla v Užhorodu založena Spolek sv. Vasilije Velikého (Obščestvo sv. Vasilija Vilikago), která začala vydávat noviny Svět – byly to první noviny v rusínštině; prvním předsedou této společnosti byl Adolf Ivanovič Dobriansky-Sačurov.
V polovině 19. století v Haliči začal převládat ukrajinský vliv, a tak se postupně haličští Rusíni stali součástí ukrajinského národa (poslední rusofilské organizace v Haliči byly zrušeny v roce 1939 po obsazení Haliče Rudou armádou), zatímco u špičkových zakarpatských politiků proruské tendence převládaly až do konce 19. století – vyučování v podkarpatských školách se vedlo v ruštině, vydávaly se i noviny v ruštině. Ovšem podkarpatským Rusínům byly tyto tendence zcela cizí – ruština je signifikatně odlišná od rusínštiny. A tak na nižší úrovni začaly převládat buď proukrajinské tendence, anebo názory, že Rusíni jsou samostatný národ.
Dne 8. května 1919 Centrální ruská rada, společný orgán rusínských národních rad (užhorodské, prešovské a chustské) a zástupců emigrace, vydala tzv. Užhorodské memorandum a vyjádřila tak svou vůli stát se autonomní součástí Československé republiky. Saintgermainská smlouva z 10. září 1919 hovořila o Podkarpatské Rusi jako o území Rusínů jižně od Karpat. Konec diskusím položil příchod sovětské armády v roce 1944 a následné přičlenění Podkarpatské Rusi k Ukrajině – od té doby Rusíni byli považováni za součást ukrajinského národa, jak v SSSR, tak i v Československu a Polsku. Pád komunismu znovu vrátil problém do popředí – začaly diskuse o rusínské otázce. Zatímco na Ukrajině a v Rumunsku se většina Rusínů hlásí k ukrajinské národnosti, u polských a slovenských Rusínů (zhruba 2/3) převládá názor, že jsou osobitým rusínským národem. Otázka ovšem není tak jednoduchá – během sčítání obyvatelstva na Slovensku vznikaly zajímavé kombinace jako „Ukrajinec s rodným jazykem rusínským“ či „Slovák s rodným jazykem ukrajinským“ apod.
Ukrajinou nejsou považováni za zvláštní národ, ale za jednu ze součástí národa ukrajinského. V Polsku jsou Rusíni označováni jako Lemkové.

## Náboženství

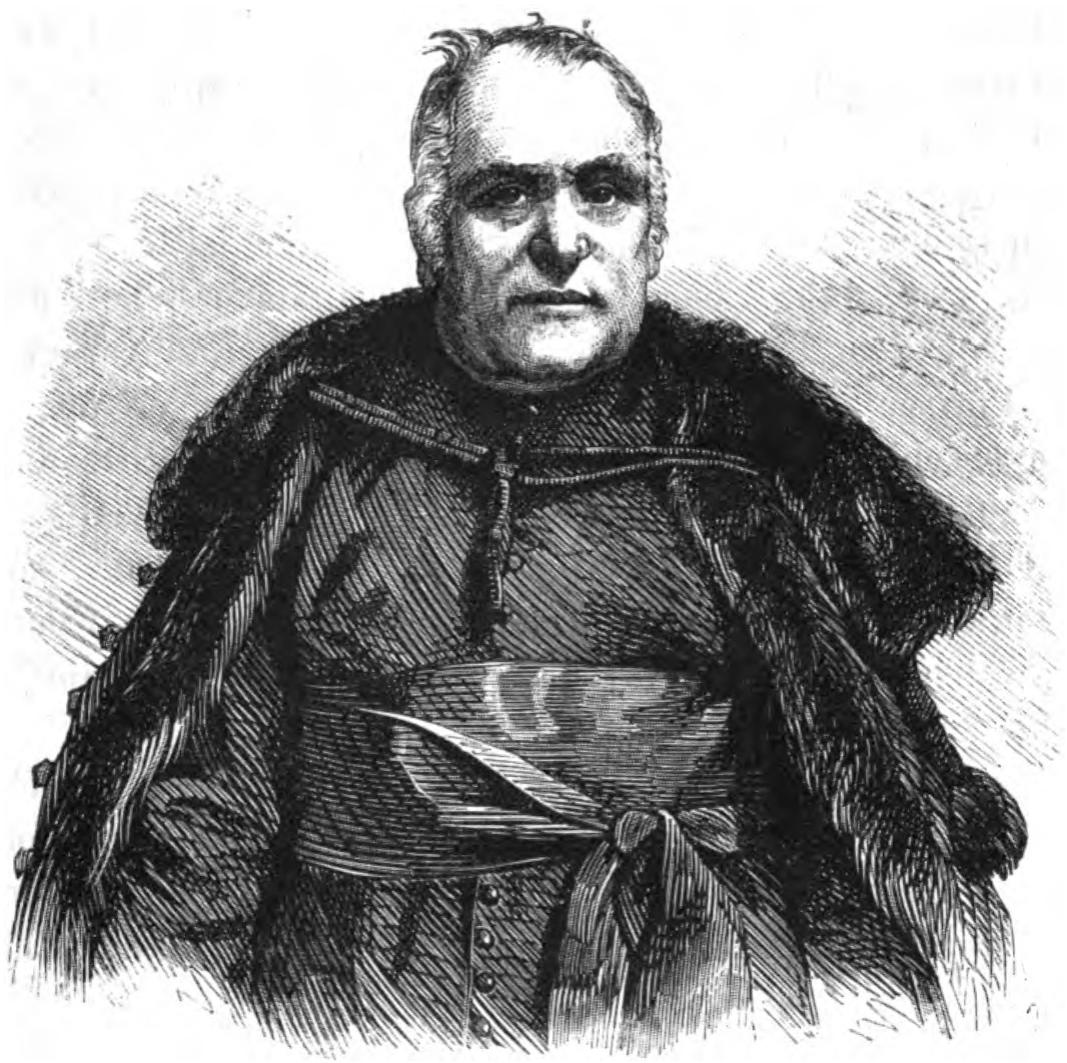
Alexander Duchnovič, rusínský duchovní, spisovatel a národní buditel

Rusíni jsou nejčastěji řeckokatolického nebo pravoslavného vyznání. Řeckokatolická církev má stejné obřady jako pravoslavná (řeckokatoličtí kněží také nemají povinnost celibátu a běžně se kněžími stávají ženatí), avšak na rozdíl od pravoslaví uznává primát papeže. Řeckokatolická církev vznikla historicky z toho důvodu, že na území států, ve kterých byla většina obyvatel římskokatolického vyznání, žili také obyvatelé pravoslavného vyznání. Vytvořením tzv. unie (na území tehdejšího Uherska se jednalo o tzv. Užhorodskou unii – začala 24. dubna 1646) mohli Rusíni i nadále používat tzv. východní obřad (tj. obřad používaný také pravoslavnými) a současně byli chráněni proti persekuci z důvodu neuznávání papeže. Se vznikem řeckokatolické církve v té době patrně souhlasila jen část kněží a obyvatelstva (těžko říci, nakolik došlo k vytvoření unie z přinucení a nakolik na základě racionální úvahy), nicméně v Československu po roce 1918, v době svobodných poměrů, zůstala většina u řeckokatolíků a pouze malá část se přihlásila k pravoslaví.
Po 2. světové válce připadla Podkarpatská Rus Sovětskému svazu. V roce 1946 tzv. lvovský synod zrušil řeckokatolickou unii s Římem a řeckokatolíci se tak měli stát pravoslavnými. Podobně v československu proběhl tzv. přešovský sobor (přezdívaný lžisobor) v roce 1950, který též sloučil řeckokatolickou církev s pravoslavím. K obnovení řeckokatolické církve v Československu došlo s pražským jarem roku 1968, na Ukrajině se tak stalo až těsně před rozpadem SSSR.
Zatímco na Slovensku i většině západní Ukrajiny přešla většina obyvatel po legalizaci zpět do řeckokatolické církve (byť zdaleka ne všichni), v někdejší Podkarpatské Rusi se zpátky vrátila jen asi třetina obyvatel a většina populace se nadále hlasí k pravoslaví.
V současné době tedy na Slovensku (po rozdělení Československa) koexistují řeckokatolíci i pravoslavní, občas s určitými třenicemi. Zajímavý je rozdíl v názorech ukrajinské řeckokatolické a pravoslavné církve Moskevského patriarchátu na otázku existence Rusínů. Zatímco řeckokatolická užhorodsko-mukačevská diecéze zastává názor, že Rusíni jsou osobitý národ, užhorodská diecéze Moskevského patriarchátu propaguje názor o Rusínech jako o „karpatoruském národě“, který je jakýmsi úlomkem ruského národa ve střední Evropě. Existuje početné množství pravoslavných webstránek, a to nikoli v rusínštině nýbrž v ruštině, kde je zastoupen tento názor. Mluví se i o úzkých kontaktech mezi rusofilskými rusínskými organizacemi a ruskou tajnou službou FSB. V současné době tzv. „Sněm podkarpatských Rusínů“ je financován ruským vládním fondem „Ruský svět“ pod vedením bývalého komunistického funkcionáře a pracovníka KGB Vjačeslava Nikonova, který je zároveň poradcem Vladimira Putina.

## Osobnosti
- Ondřej Bačinský (1732–1809), řeckokatolický biskup a osvícenec
- Arsenij Kocák (1737–1800), řeckokatolický kněz, bazilián a filolog, je považován za autora první mluvnice rusínského jazyka
- Michal Baluďanský (1769–1847), první ředitel (rektor) Petrohradské státní univerzity
- Michal Lučkaj (1789–1843), řeckokatolický kněz, historik, autor církevněslovanské mluvnice
- Vasil Popovič (1796–1864), řeckokatolický biskup, spoluzakladatel rusínského kulturního a vzdělávacího spolku svatého Vasilije Velikého.
- Andrej Bródy (1895–1946), předseda první nezávislé vlády Podkarpatské Rusi
- Alexander Duchnovič (1803–1865), řeckokatolický kněz, rusínský národní buditel, spisovatel, pedagog
- Alexandr Pavlovič (1819–1900), řeckokatolický kněz, rusínský národní buditel, básník
- Adolf Ivanovič Dobriansky-Sačurov (1817–1901), poslanec uherského sněmu, spisovatel, spoluzakladatel Matice slovenské
- Anatolij Kralickij (1835–1894), mnich baziliánského řádu svatého Basila Velikého, etnograf, historik, literární vědec, folklorista
- sv. Alexis Toth (1853–1909), původně řeckokatolický, později pravoslavný kněz, v roce 1994 byl kanonizován pravoslavnou církví
- Anton Beskid (1855–1933), rusínský právník, politik, v letech 1923-1933 guvernér Podkarpatské Rusi
- Augustin Vološin (1874–1945), řeckokatolický kněz, učitel, československý politik, prezident Karpatské Ukrajiny
- Konstantin Hrabar (1877–1938), řeckokatolický kněz, starosta Užhorodu, třetí guvernér Podkarpatské Rusi
- Grigorij Žatkovič (1886–1967), americký právník a rusínský politik, první guvernér Podkarpatské Rusi
- Alexander Stojka (1890–1943), biskup mukačevské řeckokatolické eparchie a rusínský sociální aktivista
- Ivan Čurhovič (1791–1862), kanovník a kapitulní vikář mukačevské řeckokatolické eparchie, učitel, spisovatel a národní buditel
- Ivan Párkányi (1896–1996), poslední guvernér Podkarpatské Rusi, ministr vlády ČSR,
- Alexander Chira (1897–1983), řeckokatolický biskup, sociální aktivista
- Teodor Romža (1911–1947), řeckokatolický biskup, mučedník
- Vasil Biľak (1917–2014), komunistický politik
- Vasil Derďuk (1922–2018), československý voják
- Vera Giricz (* 1946), maďarská politička a pedagožka

Rusínské rodiče měl také Andy Warhol